# San tai Yon ekkusu Jugatsu
San tai Yon ekkusu Jugatsu er en japansk film fra 1990 instrueret af Takeshi Kitano.

## Medvirkende
- Takeshi Kitano as Uehara
- Yūrei Yanagi as Masaki
- Yuriko Ishida as Sayaka
- Gadarukanaru Taka as Takashi Iguchi
- Dankan as Kazuo
- Eri Fuse as Miki